# مارسيلو سوسا
مارسيلو سوسا (بالإسبانية: Marcelo Fabián Sosa)‏ هو لاعب كرة قدم أوروغواياني في مركز الوسط، ولد في 2 يونيو 1978 في مونتفيدو في الأوروغواي. شارك مع منتخب الأوروغواي لكرة القدم. أما مع النوادي، فقد لعب مع أتلتيكو مدريد وأوساسونا وبنيارول وريفر بليت وسبارتاك موسكو ونادي تيكوس ونادي دانوبيو ونادي راسينغ مونتيفيديو وناسيونال مونتيفيديو.

## وصلات خارجية
- مارسيلو سوسا على موقع قاعدة بيانات كرة القدم.إي يو (الإنجليزية)
- مارسيلو سوسا على موقع ناشيونال فوتبول تيمز (الإنجليزية)
- مارسيلو سوسا على موقع Soccerway.com (الإنجليزية)